# Lygodactylus hodikazo
Lygodactylus hodikazo — вид геконоподібних ящірок родини геконових (Gekkonidae). Ендемік Мадагаскару. Описаний у 2022 році. 

## Поширення і екологія
Lygodactylus hodikazo є ендеміками гірського масиву Цінги-де-Бемараха, розташованого в регіоні Мелакі на заході острова Мадагаскар. Вони живуть в тропічних лісах, серед вапнякових скель.